# Antoni Karbowiak

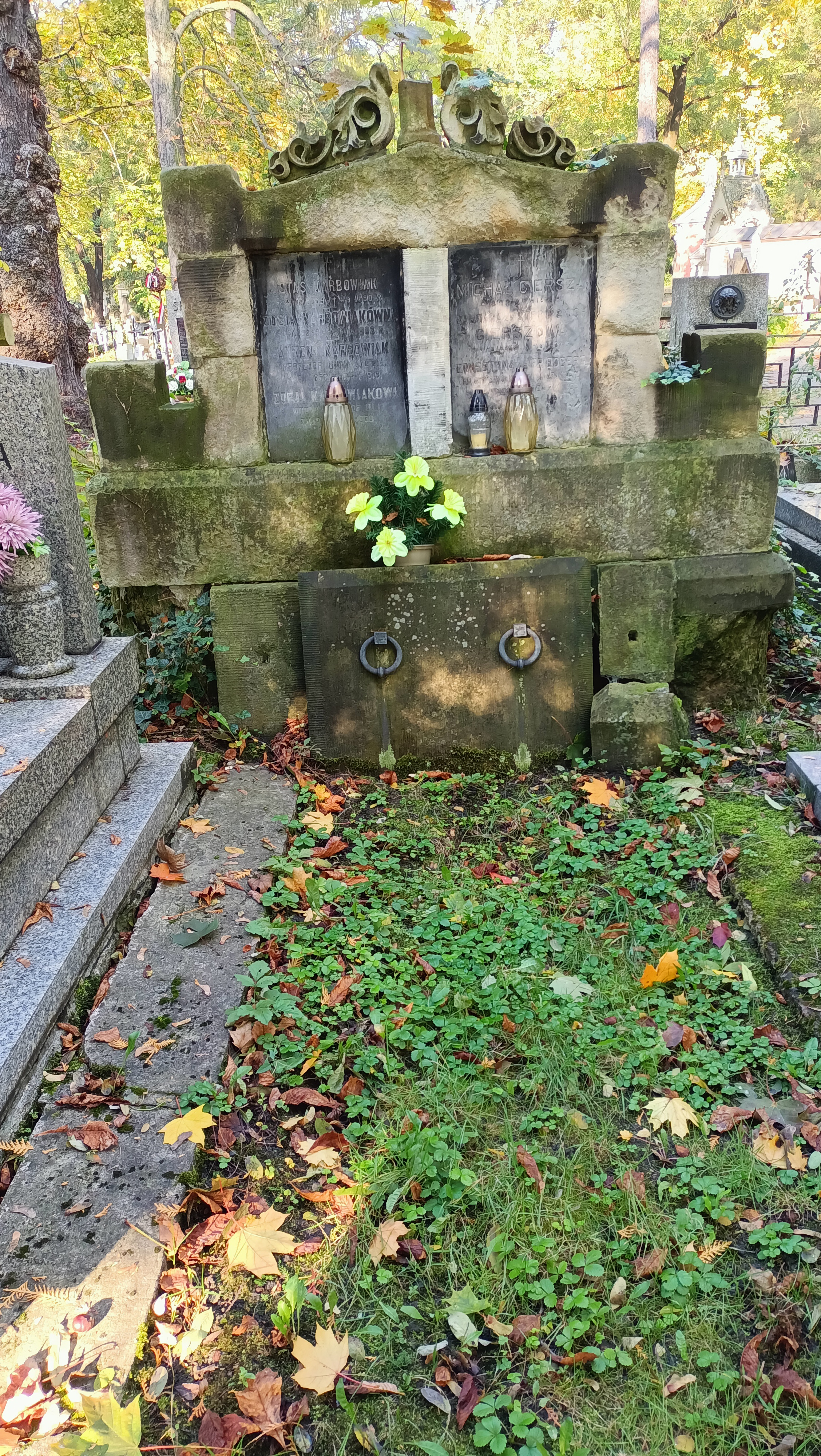
Grób Antoniego Karbowiaka na Cmentarzu Rakowickim w Krakowie

Antoni Karbowiak (ur. 10 stycznia 1856 w Dąbrowie koło Krotoszyna, zm. 27 lipca 1919 w Białce koło Makowa Podhalańskiego) – polski pedagog, historyk oświaty i wychowania, członek Towarzystwa Historycznego we Lwowie.

## Życiorys
Syn Kajetana i Róży z Kaczmarków. Pochodził z rodziny chłopskiej. Do końcowych klas szkoły powszechnej i od 1870 do gimnazjum uczęszczał w Krotoszynie, gdzie należał do kółka samokształceniowego i rozwinął zainteresowania etnograficzne. Z powodu udziału w polskiej demonstracji patriotycznej w ostatnich latach nauki był zmuszony przenieść się do gimnazjum w Śremie, gdzie w 1880 zdał maturę. Rozpoczęte zgodnie z wolą rodziny, która przeznaczyła go do stanu duchownego i ograniczyła wsparcie finansowe do tego kierunku kształcenia, studia teologiczne w Würzburgu porzucił po jednym semestrze i od kwietnia 1881 do kwietnia 1882 odbył roczną służbę wojskową w armii pruskiej celem zgromadzenia środków na nowe studia. W czasie służby napisał niezachowaną pracę Zwierzęta w literaturze ludowej. Próbował uzyskać stypendium na studia slawistyczne od carskiego Ministerstwa Oświaty, prosił też o rekomendację Józefa Ignacego Kraszewskiego, który udzielił mu wsparcia moralnego. Utrzymując się z udzielania korepetycji, w 1882 podjął studia z archeologii i historii sztuki na Uniwersytecie Jagiellońskim, zakończone w 1886 doktoratem z historii wychowania pod kierunkiem ówczesnego rektora Józefa Łepkowskiego. 
W 1891 został nauczycielem w gimnazjum w Wadowicach, a od 1893 do przejścia na emeryturę w 1918 był nauczycielem w Wyższej Szkole Przemysłowej w Krakowie, prowadząc jednocześnie pracę naukową. W 1905 habilitował się na UJ w zakresie historii wychowania i pedagogiki. Po przejściu na emeryturę w 1918 uzyskał decyzją naczelnika państwa z 8 lutego 1919 tytuł profesora nadzwyczajnego. Opublikował ponad 80 prac. Jego najważniejsza praca to trzytomowe Dzieje wychowania i szkół w Polsce wydane w latach 1898–1923. Zmarł nagle podczas spędzanego z rodziną urlopu i został pochowany na cmentarzu Rakowickim w Krakowie.
Był pionierem historii oświaty, która poprzez nadanie mu tytułu profesorskiego zyskała oficjalne uznanie jako dyscyplina akademicka. Według opinii z lat 20. XX w. „niezmordowaną pracą położył fundamenty dla przyszłych historyków i badaczy szkolnictwa polskiego”.
Do grona jego uczniów w Wadowicach należał Jan Jakóbiec, pedagog, później okręgowy delegat rządu w Krakowie (1941–1945), który utrzymywał z nim kontakt i napisał o nim wspomnienie.

## Dzieła
- Dzieje wychowania i szkół w Polsce, Petersburg 1898 ,
- O książkach elementarnych na szkoły wojewódzkie z czasów Komisyi edukacyi narodowej, Lwów 1898 [3],
- Obiady profesorów Uniwersytetu Jagiellońskiego w XVI i XVII wieku, Kraków 1900
- Materiały do dziejów Komisji Edukacji Narodowej, Lwów 1905.